# Space Race (videojoc)
Space Race és una màquina recreativa desenvolupada per Atari, Inc. i publicat el 16 de juliol de 1973. Va ser el segon joc de la companyia després de Pong (1972), que va marcar el començament de la indústria dels videojocs comercial. En el joc, dos jugadors controlen cadascun una nau espacial, amb l'objectiu de ser els primers a moure la seva nau des de la part inferior de la pantalla fins a la part superior. Al llarg del camí hi ha asteroides, que els jugadors han d'evitar. Space Race va ser el primer videojoc de curses i el primer joc amb l'objectiu de travessar la pantalla evitant obstacles.
El desenvolupament de Space Race va començar l'estiu de 1972 sota el nom Asteroid pel cofundador d'Atari Nolan Bushnell, basat-se en les seves idees i les del cofundador Ted Dabney. El disseny final va ser fet per Dabney, possiblement amb l'ajuda de Bushnell i el dissenyador de Pong Allan Alcorn. Es va planificar que el joc fos ràpid per crear per complir amb un contracte anterior amb Bally Midway. L'enginyeria i el prototip va ser realitzat per Alcorn; després que es va completar i el disseny va ser enviat a Midway per ser llançat com a Asteroid, Atari va produir la seva pròpia versió gairebé idèntica de Space Race. Es van produir cinquanta màquines de Space Race utilitzant un disseny de fibra de vidre de George Faraco abans que la resta de la producció es canviés a un disseny estàndard més barat.
Space Race no va tenir èxit comercial; Bushnell va afirmar que era molt menys popular que Pong. Midway va sostenir que l'alliberament de Space Race va infringir el contracte d'Atari amb ells per a Asteroid, i les empreses van acordar que Atari perdés els pagaments del joc.